# Ketupa zeylonensis

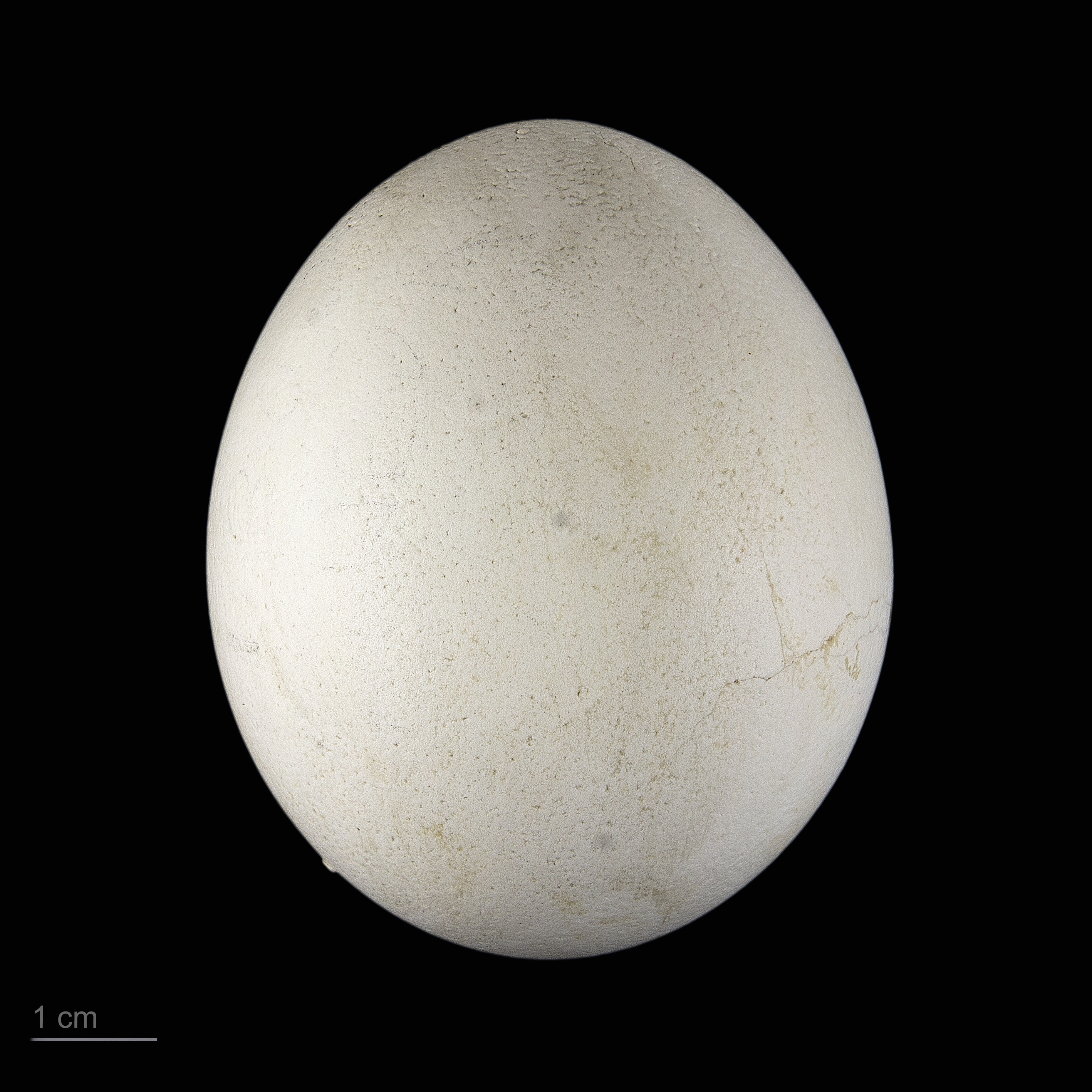
Ketupa zeylonensis - MHNT

Ketupa zeylonensis é uma espécie de ave estrigiforme pertencente à família Strigidae.